# Scopula nitidissima
Scopula nitidissima là một loài bướm đêm trong họ Geometridae.